# Altenau (Saulgrub)
Altenau ist ein Ortsteil der Gemeinde Saulgrub im oberbayerischen Landkreis Garmisch-Partenkirchen.

## Geografie
Landschaftlich wird das Pfarrdorf Altenau von der Ammer im Westen begrenzt. Hier schlängelt sich das Flusstal in einer ursprünglichen Landschaft durch die Moränen der Eiszeit. Ausgedehnte Moore prägen das Gebiet entlang des Flusses. Das Altenauer Moor nördlich des Dorfes ist ein Hochmoor, das fast nur vom Regenwasser genährt wird und an seiner höchsten Stelle noch offen ist. Das Kochelfilz, ein Flachmoorgebiet Richtung Unterammergau, schließt sich südlich an den an Ortsteil Altenau an.:20, 21 Altenau liegt im Naturpark Ammergauer Alpen.

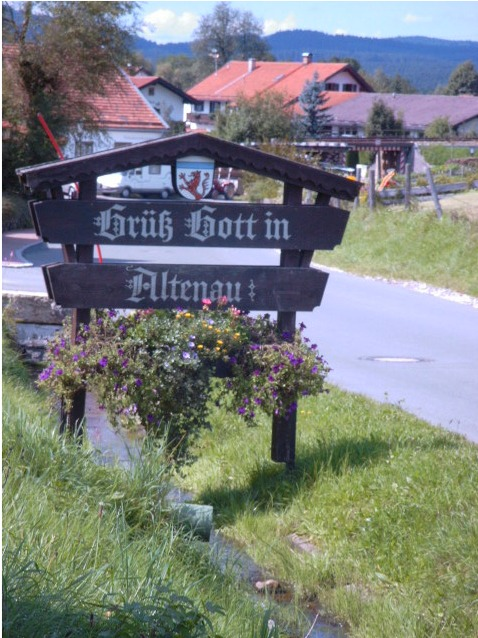
Begrüßung am Ortseingang
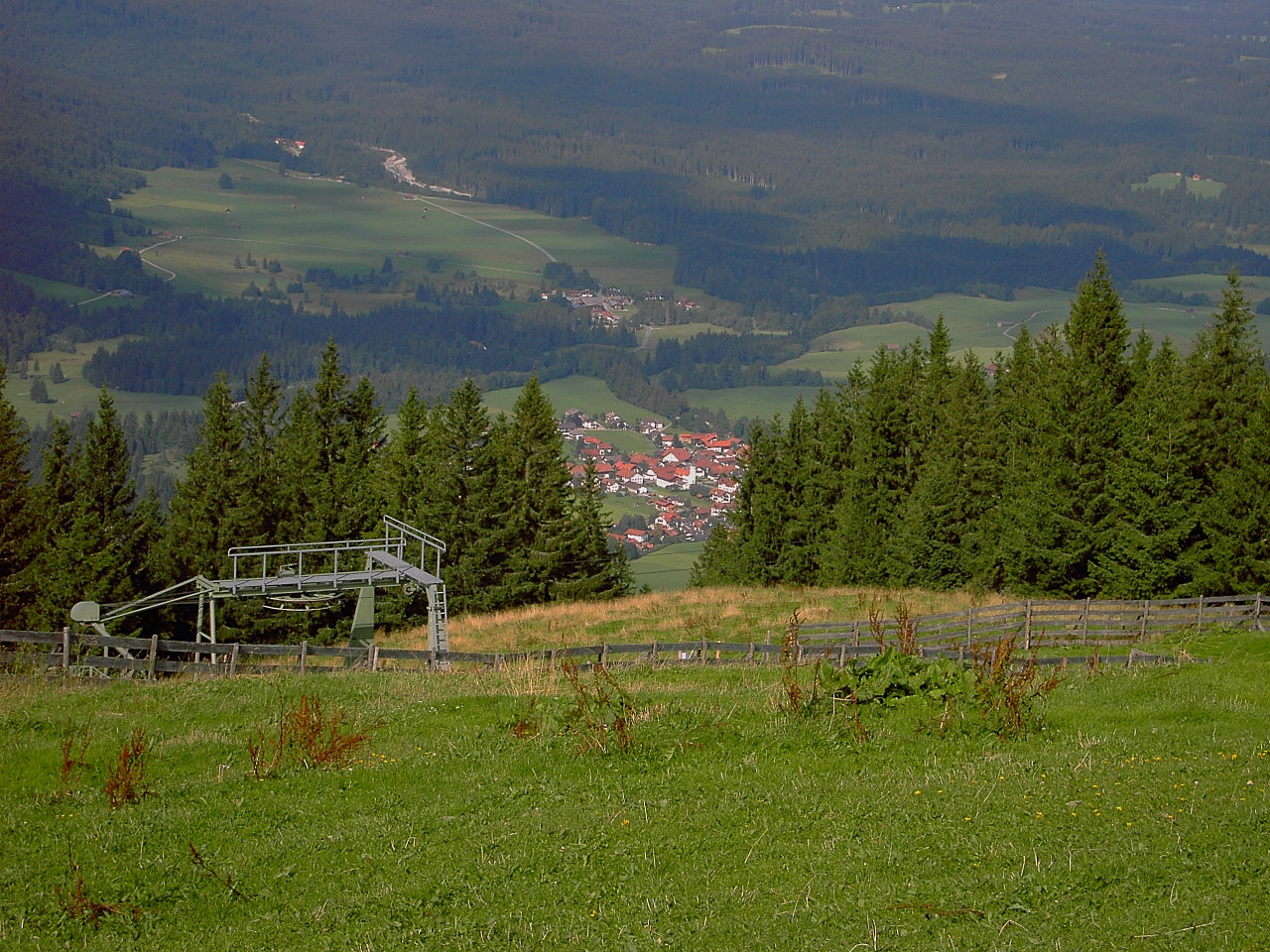
Blick vom Hörnle auf Altenau
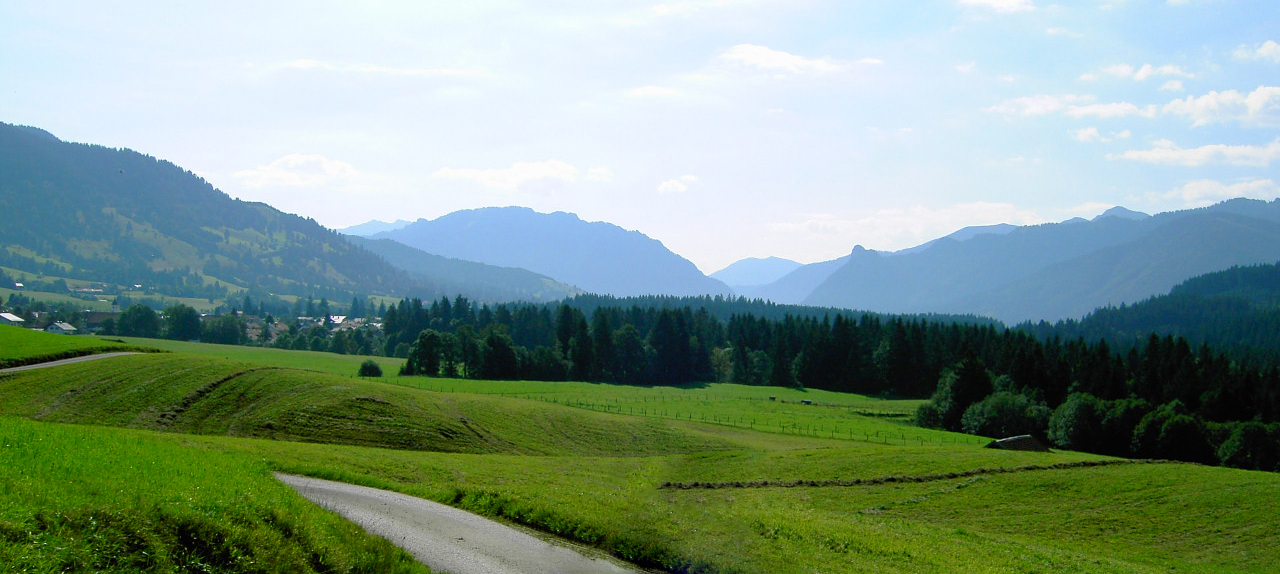
Blick auf Altenau und das Ammertal, im Hintergrund der Kofel von Oberammergau
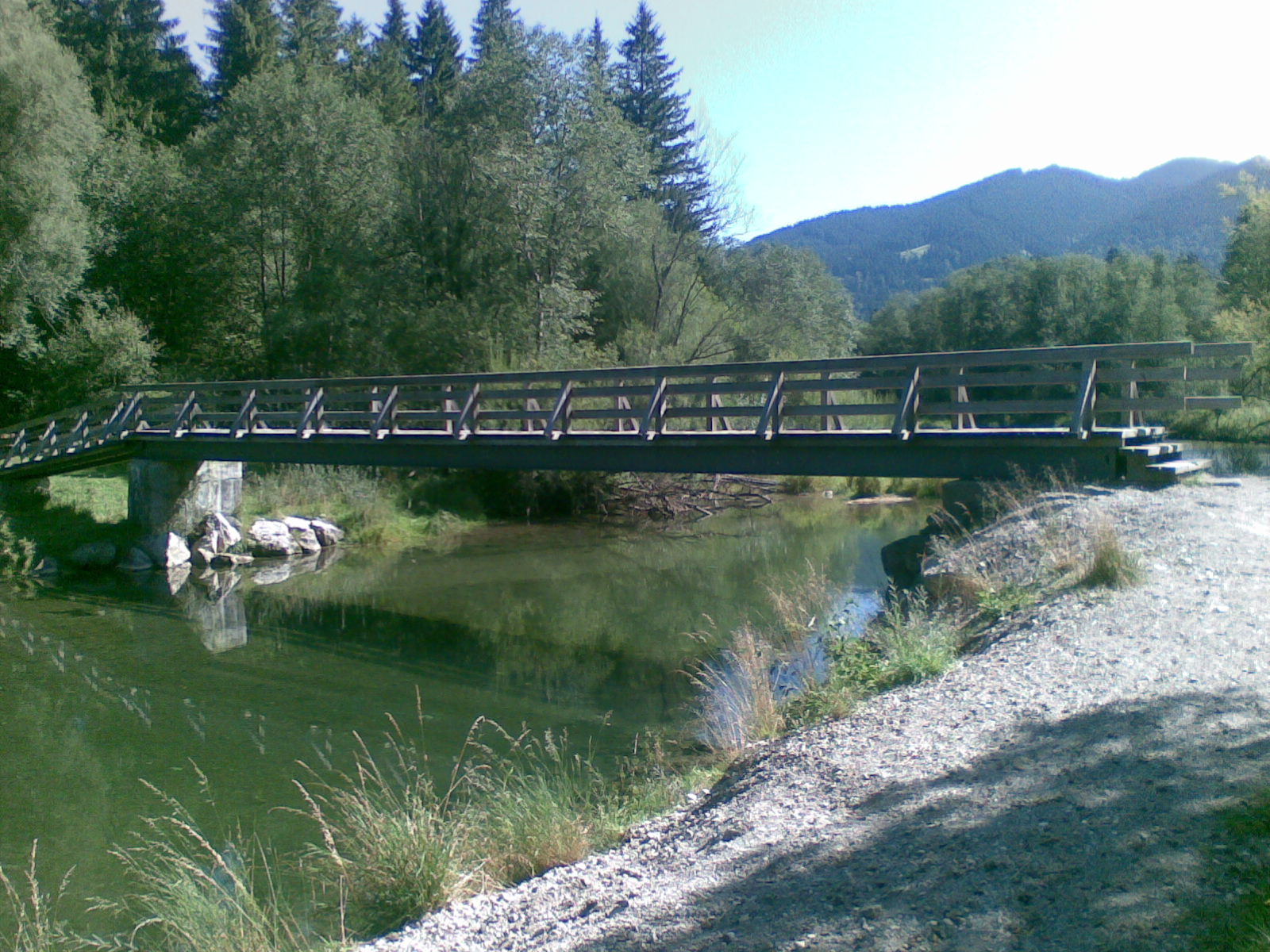
Ammersteg
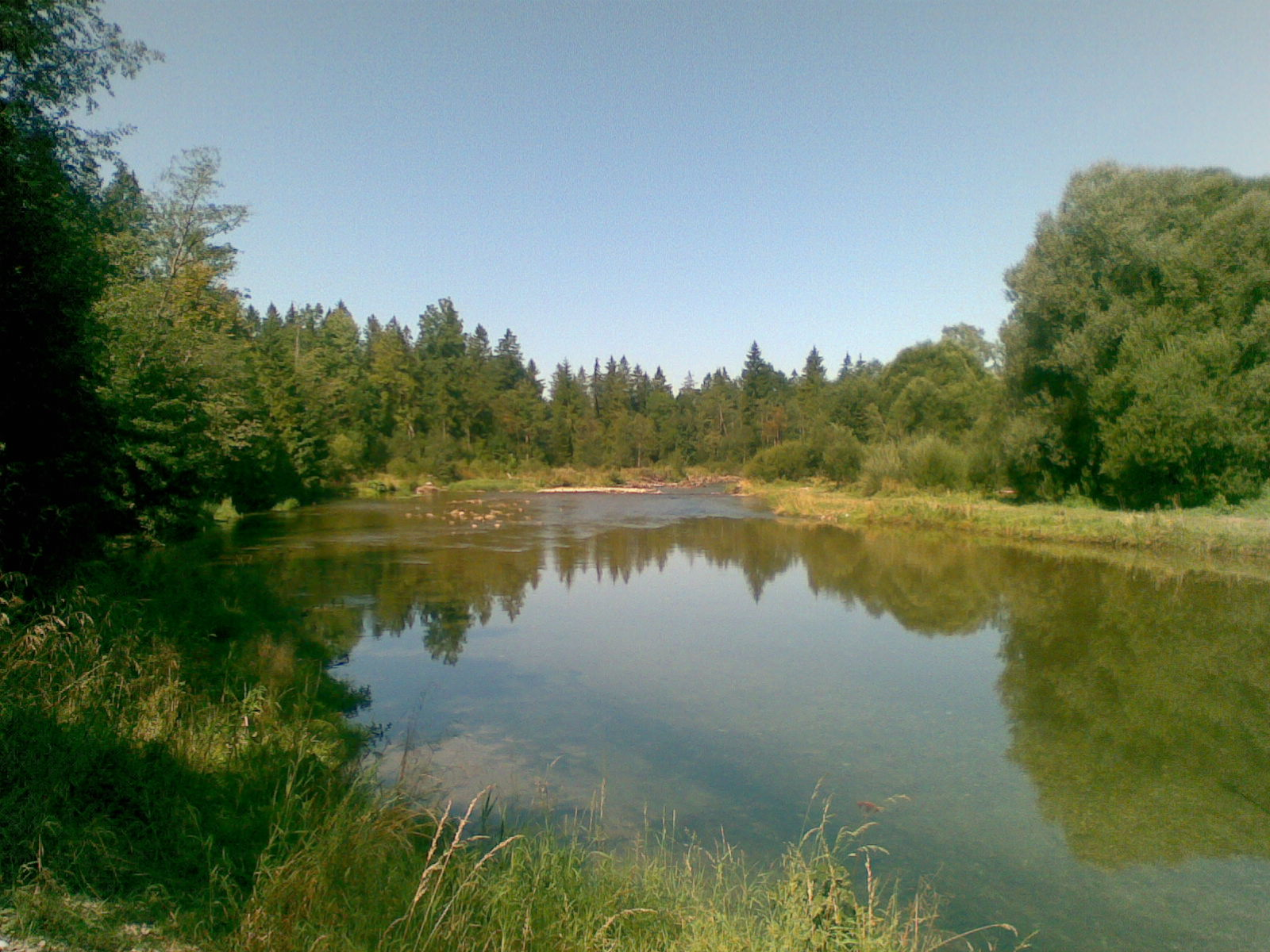
Blick vom Ammersteg
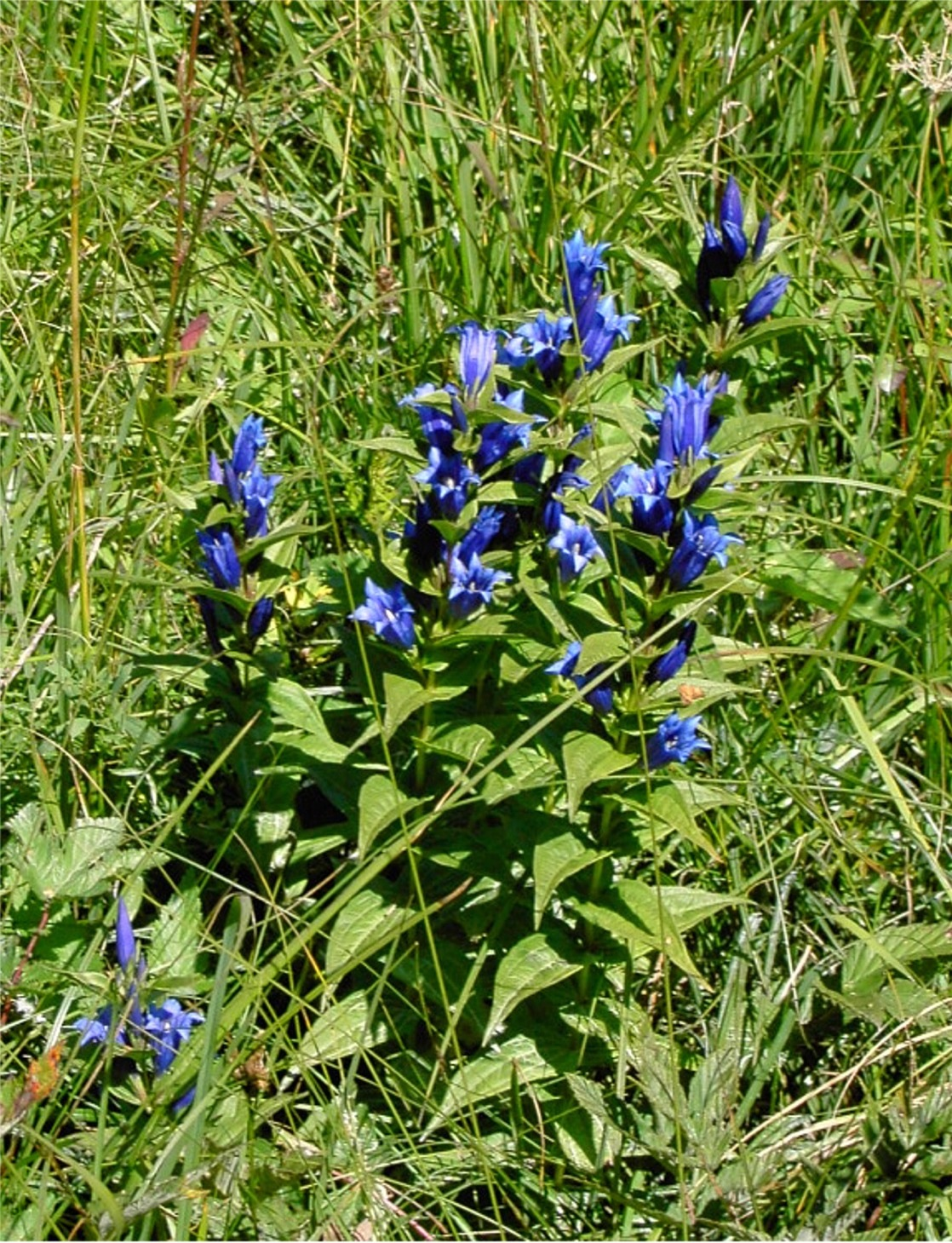
Enzian im Kochelfilz

## Geschichte
Im 8. Jahrhundert begann die Christianisierung des Ammertals. Als „kleiner Gau Baierns“ wird der Ammergau zum ersten Mal im 9. Jahrhundert erwähnt. Die Welfen besaßen hier mehrere Allodien.
Im Jahre 1270 wird Altenowe zum ersten Mal genannt. Grundwort der ersten Bezeichnung ist mittelhochdeutsch ouwe oder owe. Dieses bedeutet von Wasser umflossenes Land. Das Bestimmungswort ist das Adjektiv alt. Es ist entweder der Hinweis auf den Personennamen Alto oder wahrscheinlicher auf eine sehr alte Siedlung.
Der Ort lag an einer alten römischen Heerstraße von Partenkirchen nach Augsburg. Mehrere Tumuli, Grabhügel, befanden sich in der Nähe von Altenau. Beim Einebnen wurden Scherben von Geschirr, kleine Hufeisen sowie Kupfermünzen gefunden.
Drei Höfe gab es 1270 in „Altenowe“. Diese hatten Abgaben an das herzogliche Amt Ammergau zu leisten. Im 14. Jahrhundert, im Jahre 1571 und 1789 wurden im Zusammenhang mit Abgaben Bewohner von Altenau erwähnt. Auch ein Viehmarkt auf einer Wiese an der Halbammer fand am Sonntag vor Mariä Geburt bzw. ab 1780 am Sonntag vor Pfingsten in der Umgebung Beachtung.
Die Chronik des Klosters Steingaden berichtet 1816 von einer großen Hungersnot.
Die Menschen auf den 22 Anwesen in Altenau lebten bis 1860 von der Landwirtschaft. Das änderte sich 1848. Graf Dürckheim aus Steingaden errichtete eine Sägemühle mit Nebengebäuden bei Unternogg. Nun bot sich den Bauern die Möglichkeit eines Nebenerwerbs durch Transportdienste. Bereits 1860 erstand der bayerische Staat diesen Besitz und richtete dort das Forstamt Unternogg ein. Neben dem Fuhrdienst konnte nun auch durch Arbeiten im Wald zusätzlich Geld verdient werden wie durch das Flößen auf Ammer und Halbammer bis 1948.
Um 1870 erbaute das Unternehmen Kirsch & Söhne eine Dampfsäge an der Ammerbrücke. Durch Zuzug von Arbeitskräften mit Familien vergrößerte sich der Ort erheblich. 1910 brannte die Säge ab. Neben dem Bahnhof wurde sie im folgenden Jahr neu aufgebaut.
1899 entstanden weitere Arbeitsplätze durch die Fertigstellung der Bahnverbindung von Murnau nach Oberammergau. Den Strom für die erste elektrische Bahnstrecke Deutschlands lieferte das Kraftwerk Kammerl mit dem Wasser der Ammer. Es gab nun eine alternative Transportmöglichkeit für den Rohstoff Holz und elektrisches Licht für die Bewohner.

## Kultur und Sehenswürdigkeiten

### Fremdenverkehrsort
Altenau ist Bestandteil der Tourismusregion Ammergauer Alpen. Die Grundlage für den Fremdenverkehr bildet die naturbelassene Landschaft der Ammergauer Alpen. Zahlreiche Wanderwege für Wanderer, Läufer und Radfahrer sind gut ausgeschildert. Sie führen durch Waldgebiete, vorbei an Viehweiden, Moorwiesen mit seltenen Pflanzen und Tieren sowie eindrucksvollen Aussichtsplätzen.

### Sehenswürdigkeiten

#### Kirchen und Kapellen

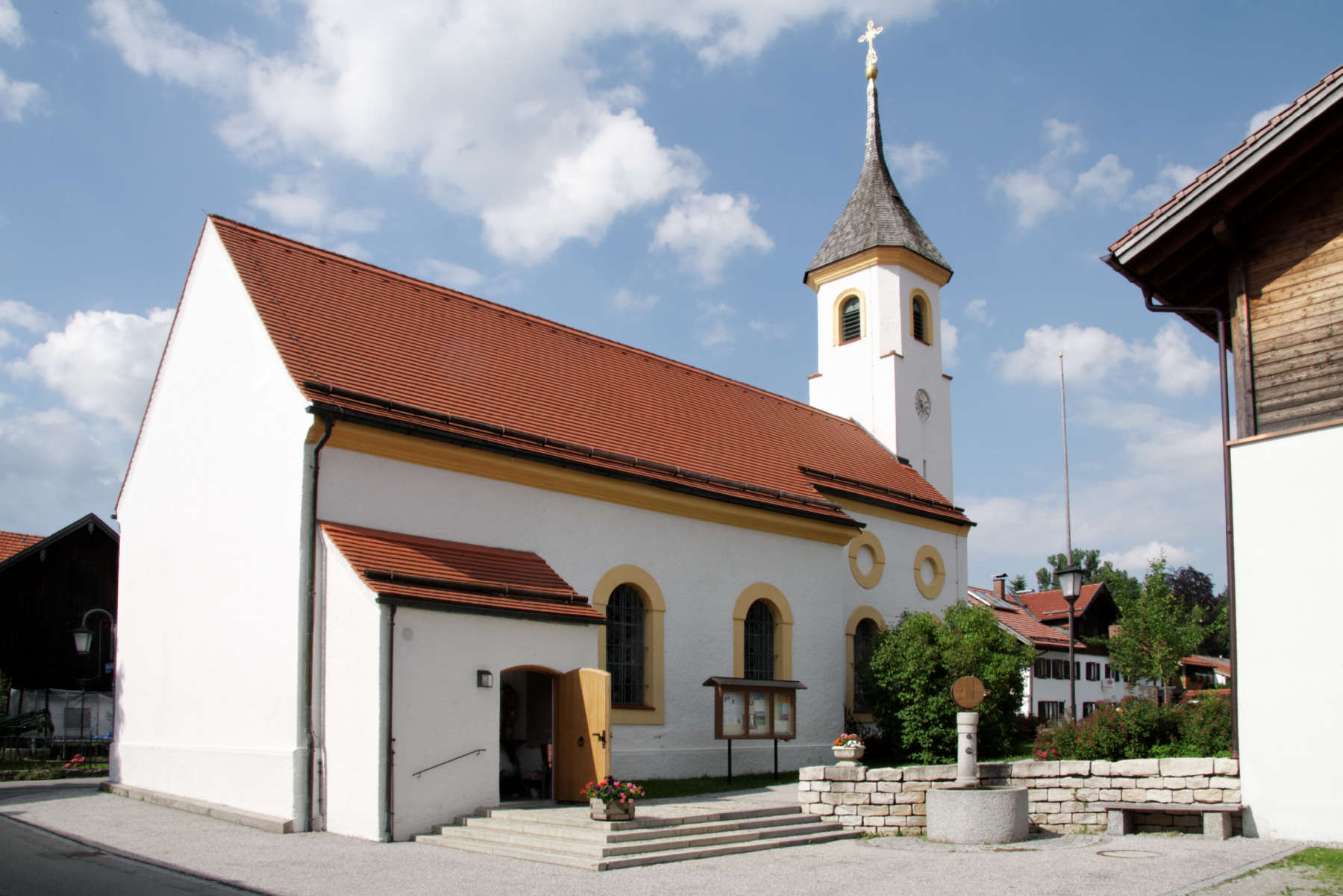
Kuratiekirche St. Anton

Mitten im Ortskern liegt die 1845 bis 1848 errichtete Kuratiekirche St. Anton. Zur Kuratie Altenau gehören auch die Kapelle St. Josef in Wurmansau und die Hubertuskapelle in dem Wald entlang der Halbammer südlich von Unternogg.

#### Weitere Gebäude
Neben der Kirche liegt der von der Dorfgemeinschaft genossenschaftlich betriebene Altenauer Dorfwirt, der auch über einen Veranstaltungssaal mit Bühne für Volkstheater und Musikveranstaltungen verfügt. Einige der im Ortskern stehenden Bauernhöfe und eine südlich des Ortskerns stehende Saliterhütte stehen unter Denkmalschutz.

#### Natur
Das Altenauer Moor zwischen Saulgrub und Altenau liegt rechts der Bahngleise und der alten Dorfstraße von Saulgrub nach Altenau. Seine höchste Stelle, der Tiefsee, ist noch offen. Dieser kann vom Naturfreundehaus in Saulgrub über einen mit Holzbalken befestigten Pfad erreicht werden.

### Vereine
Das dörfliche Zusammenleben prägen in dem kleinen Ort zahlreiche Vereine:
- Freiwillige Feuerwehr Altenau
- Gebirgs-Trachten- u. Erhaltungsverein „Schergenköpfler“
- Blaskapelle Altenau
- Zimmerstutzen–Schützengesellschaft
- Veteranenverein
- Kindergartenförderverein
- TSV Altenau
- Obst- und Gartenbauverein
- Theaterverein
- Junggesellenverein
- Imkerverein
- Fischereiverein

## Wirtschaft und Infrastruktur

### Wirtschaft

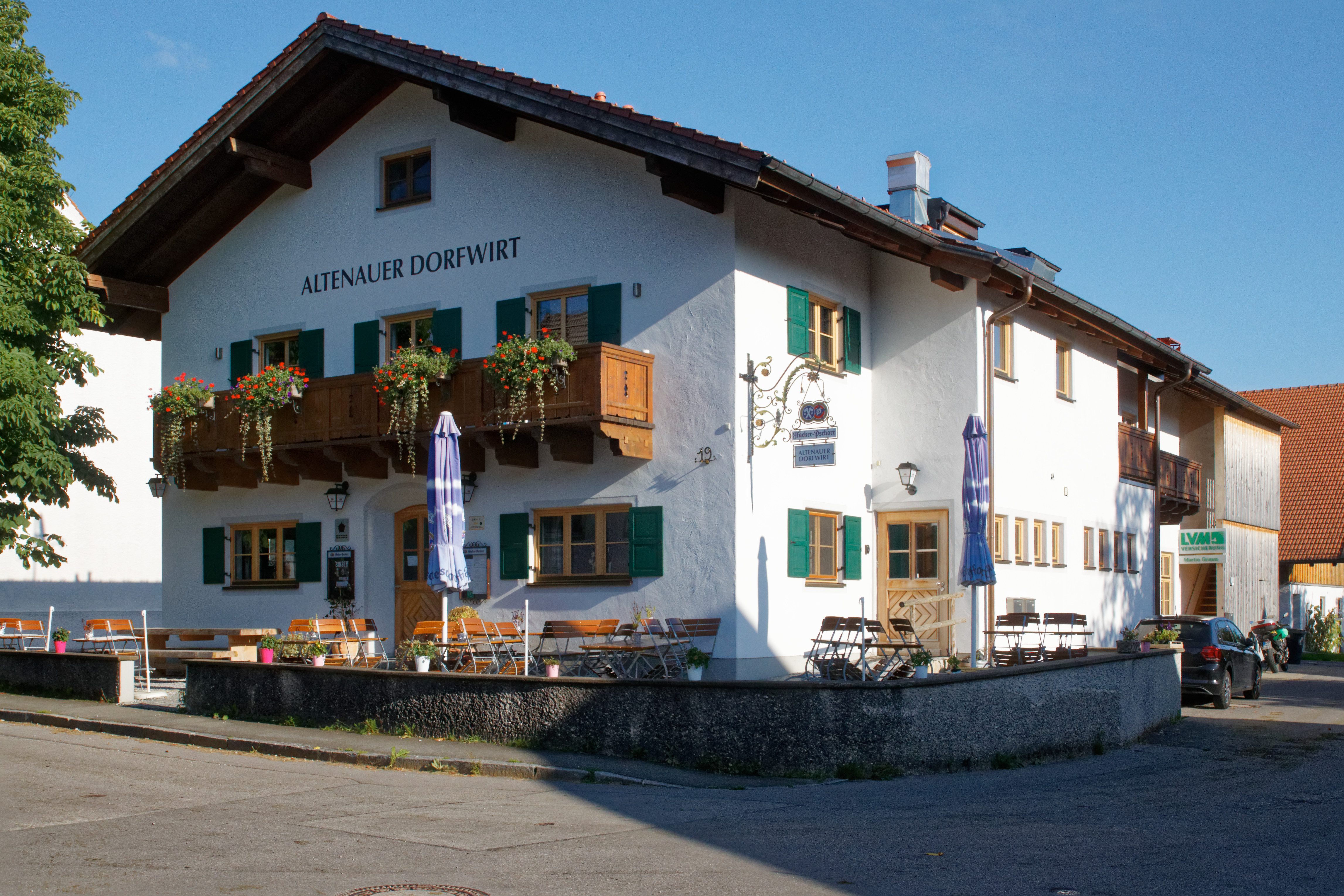
Altenauer Dorfwirt

Ursprünglich lebten die Mehrzahl der Bevölkerung von der Milchviehhaltung auf vorhandenen Almflächen. Sie war zusammen mit der Forstwirtschaft die landschaftsprägendste menschliche Nutzung. Durch die Erschließung für den Fremdenverkehr kam eine dritte Einnahmequelle hinzu. Diese nahm immer mehr ab, als das 2002 das Gasthaus Zur Post schloss.
Um den Ort für den Fremdenverkehr wieder attraktiver zu machen und um die Dorfgemeinschaft zu stärken, plante eine Gruppe von Altenauern, ihr altes Gasthaus mit der Aktion Ein Dorf wird Wirt zu neuem Leben erwecken. Das seit fast 10 Jahren leerstehende Gebäude Zur Post im Ortskern neben Kirche und Schule sollte gemeinsam gekauft, renoviert, umgebaut und wieder bewirtschaftet werden. Der Bayerische Rundfunk begleitet diese Aktion. 2013 schlossen sich zahlreiche Altenauer zu zwei Genossenschaften zusammen. Die Dorfsaal-Genossenschaft besteht aus 126 Altenauern. Sie sollte für die Bewirtschaftung, Nutzung und Verwaltung des Saals zuständig sein. Aufgabe der 13 Altenauer in der Objektgenossenschaft sollte die Verpachtung der Gaststätte und Wirts-Wohnung werden. Nach 15 Monaten Umbauzeit wurde der Altenauer Dorfwirt 2014 neu eröffnet.

### Verkehr

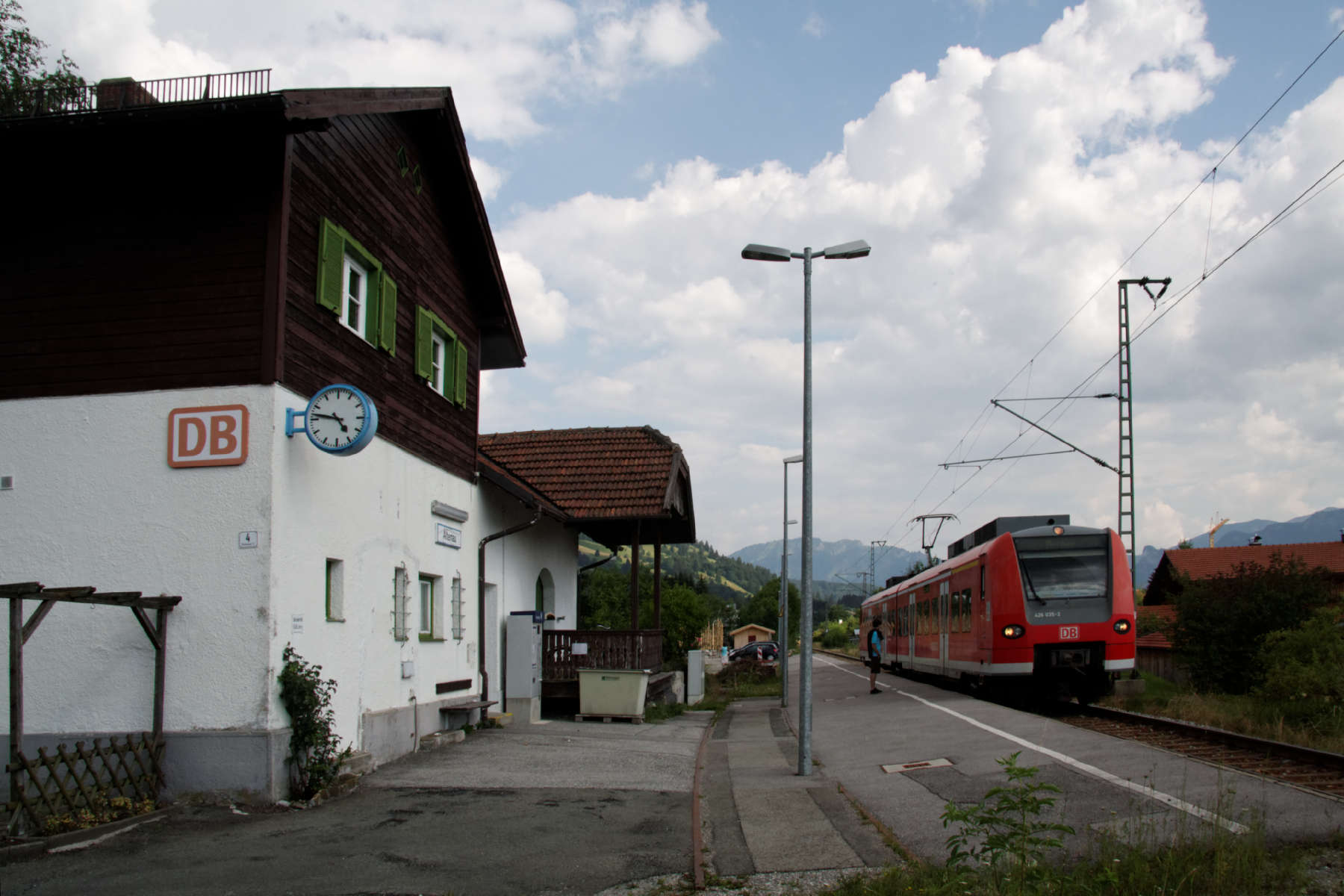
Haltepunkt Altenau

Die Bundesstraße 23 von Peiting nach Garmisch-Partenkirchen führt am Ort vorbei.
Durch die Haltestelle am Bahnhof ist Altenau an das Schienennetz angebunden. Die eingleisige Ammergaubahn zweigt in Murnau am Staffelsee von der Bahnstrecke München–Garmisch-Partenkirchen ab. Sie verkehrt im Stundentakt zwischen Murnau und Oberammergau. Außerdem besitzt Altenau durch eine Haltestelle des RVO (Linie 9606) eine regelmäßige Busverbindung.

### Bildung
Im Ort ist ein Kindergarten vorhanden.
Die Grundschule Altenau/Saulgrub gibt es seit 1969/70. Sie wird besucht von den Kindern aus Altenau, Saulgrub, Wurmansau und Unternogg.
Die Mittelschule für Altenauer Schüler liegt in Bad Kohlgrub.
Andere weiterführende Schulen befinden sich in Ettal, Garmisch–Partenkirchen und Murnau.

### Tourismus
Altenau gehört zur Tourismusregion Ammergauer Alpen. Touristisch vertreten wird die Region durch die Ammergauer Alpen GmbH. Zur Naturparkregion Ammergauer Alpen gehören neben Saulgrub die Orte Oberammergau, Unterammergau, Bad Bayersoien, Bad Kohlgrub und Ettal/Graswang/Linderhof.